# スヴェーチャ駅
スヴェーチャ駅（ロシア語: Станция Свеча）はロシア連邦キーロフ州スヴェーチャにある、ロシア鉄道の駅。シベリア鉄道上の駅で、中長距離列車が停車する。
当駅は北部鉄道支社管轄であるが、当駅からキーロフ方面はゴーリキー鉄道支社の管轄となり、当駅と821km駅の間にある地点が北部鉄道支社とゴーリキー鉄道支社の境界となっている。

## 歴史
- 1906年 - 開業。

## 駅構造
島式ホーム1面2線に単式ホーム1面が隣接する地上駅。駅舎は単式ホーム上にあり、ホーム間の移動は直接線路を横断する。

## 隣の駅
ロシア鉄道
シベリア鉄道
1・2列車（ロシア号）、69・70列車
シャバリノ駅 - スヴェーチャ駅 - コテリニチI駅
71・72列車（デミドフスキー・エクスプレス）
シャリヤ駅 - スヴェーチャ駅 - コテリニチI駅
149・150列車
ゴストフスカヤ駅 - スヴェーチャ駅 - コテリニチI駅